# Gran Premi de Gran Bretanya del 1995
Resultats del Gran Premi de la Gran Bretanya de Fórmula 1 de la temporada 1995, disputat al circuit de Silverstone el 16 de juliol del 1995.

## Resultats
| Posició | Número | Pilot                    | Equip                  | Voltes | Temps/ Retirada   | Pos. de sortida | Punts |
| ------- | ------ | ------------------------ | ---------------------- | ------ | ----------------- | --------------- | ----- |
| 1       | 2      | Johnny Herbert           | Benetton - Renault     | 61     | 1h 34' 35. 093    | 5               | 10    |
| 2       | 27     | Jean Alesi               | Ferrari                | 61     | + 16.479 s        | 6               | 6     |
| 3       | 6      | David Coulthard          | Williams - Renault     | 61     | + 23.888 s        | 3               | 4     |
| 4       | 26     | Olivier Panis            | Ligier - Mugen - Honda | 61     | + 1' 33.168 min.  | 13              | 3     |
| 5       | 7      | Mark Blundell            | McLaren - Mercedes     | 61     | + 1' 48.172 min.  | 10              | 2     |
| 6       | 30     | Heinz-Harald Frentzen    | Sauber - Ford          | 60     | + 1 Volta         | 12              | 1     |
| 7       | 23     | Pierluigi Martini        | Minardi - Ford         | 60     | + 1 Volta         | 15              |       |
| 8       | 4      | Mika Salo                | Tyrrell - Yamaha       | 60     | + 1 Volta         | 23              |       |
| 9       | 29     | Jean-Christophe Boullion | Sauber - Ford          | 60     | + 1 Volta         | 16              |       |
| 10      | 24     | Luca Badoer              | Minardi - Ford         | 60     | + 1 Volta         | 18              |       |
| 11      | 14     | Rubens Barrichello       | Jordan - Peugeot       | 59     | Col·lisió         | 9               |       |
| 12      | 16     | Bertrand Gachot          | Pacific - Ilmor        | 58     | + 3 Voltes        | 21              |       |
| Ret     | 22     | Roberto Moreno           | Forti F1 - Ford        | 48     | Motor             | 22              |       |
| Ret     | 1      | Michael Schumacher       | Benetton - Renault     | 45     | Col·lisió         | 2               |       |
| Ret     | 5      | Damon Hill               | Williams - Renault     | 45     | Col·lisió         | 1               |       |
| Ret     | 9      | Massimiliano Papis       | Footwork - Hart        | 28     | Virolla           | 17              |       |
| Ret     | 3      | Ukyo Katayama            | Tyrrell - Yamaha       | 22     | Sense combustible | 14              |       |
| Ret     | 17     | Andrea Montermini        | Pacific - Ilmor        | 21     | Virolla           | 24              |       |
| Ret     | 8      | Mika Häkkinen            | McLaren - Mercedes     | 20     | Part elèctrica    | 8               |       |
| Ret     | 28     | Gerhard Berger           | Ferrari                | 20     | Rodes             | 4               |       |
| Ret.    | 25     | Martin Brundle           | Ligier - Mugen - Honda | 16     | Virolla           | 11              |       |
| Ret.    | 10     | Taki Inoue               | Footwork - Hart        | 16     | Virolla           | 19              |       |
| Ret.    | 21     | Pedro Diniz              | Forti F1 - Ford        | 13     | Caixa canvi       | 20              |       |
| Ret.    | 15     | Eddie Irvine             | Jordan - Peugeot       | 2      | Part elèctrica    | 7               |       |

## Altres
- Pole: Damon Hill 1' 28. 124

- Volta ràpida: Damon Hill 1' 29. 752 (a la volta 37)